# Кујавани
Кујавани (пољ. Kujawiacy, Kujawianiе) — западнословенско племе, које је насељавало територију средњег тока реке Висле и горњег тока реке Нотеч, па све до језера Гопло, односно до ушћа реке Нотеч у језеру. У 10. веку Кујавани су постали део јединственог пољског народа.
Реч Кујава — значи плодна земља, по којој су добили назив Кујавани. Записи о овом имену датирају из 12. века, али племенска територија је и пре тога била поприште важних историјских догађаја. Према легенди ујединила су се племена у области језера Гопло и рођена је Пољска држава. Такође Мјешко I Пјаст започео процес хришћанизације становништва 966. године. Кујави (пољ. Kujawy) — је историјска област на северу Пољске. Тренутно Кујави се налази у саставу Кујавско-поморског војводства.